# گلوریا فلت
گلوریا فلت (انگلیسی: Gloria Feldt؛ زادهٔ ۱۳ آوریل ۱۹۴۲) سیاست‌مدار، فمنیست و تفسیرگر اهل ایالات متحده آمریکا است.او رئیس و مدیر سابق فدراسیون فرزندپروری تنظیم‌شده آمریکا بوده و از سال ۱۹۹۶ تا ۲۰۰۵ در آنجا مشغول به کار بود.

## زندگی شخصی
او در سن ۱۵ سالگی با هم‌کلاسی خود ازدواج کرده و تا ۲۰ سالگی صاحب ۳ فرزند می‌شود.